# Vlag van Glabbeek
De vlag van Glabbeek werd door de gemeenteraad op 10 september 1981 officieel vastgesteld als de gemeentelijke vlag van de Vlaams-Brabantse gemeente Glabbeek. Op 2 februari 1982 werd hij door het koninklijk besluit bevestigd en uiteindelijk gepubliceerd op 21 april 1982 en opnieuw op 4 januari 1995 in het officiële Belgisch Staatsblad.
Officieel wordt de vlag beschreven als:
Drie banen van blauw, van rood en van wit, lengteverhoudingen 2 : 1 : 2.
De kleuren van de vlag komen van vair (blauw en wit) en van de hamers (rood), waarbij de gele kleur van het vrijkwartier is weggelaten.

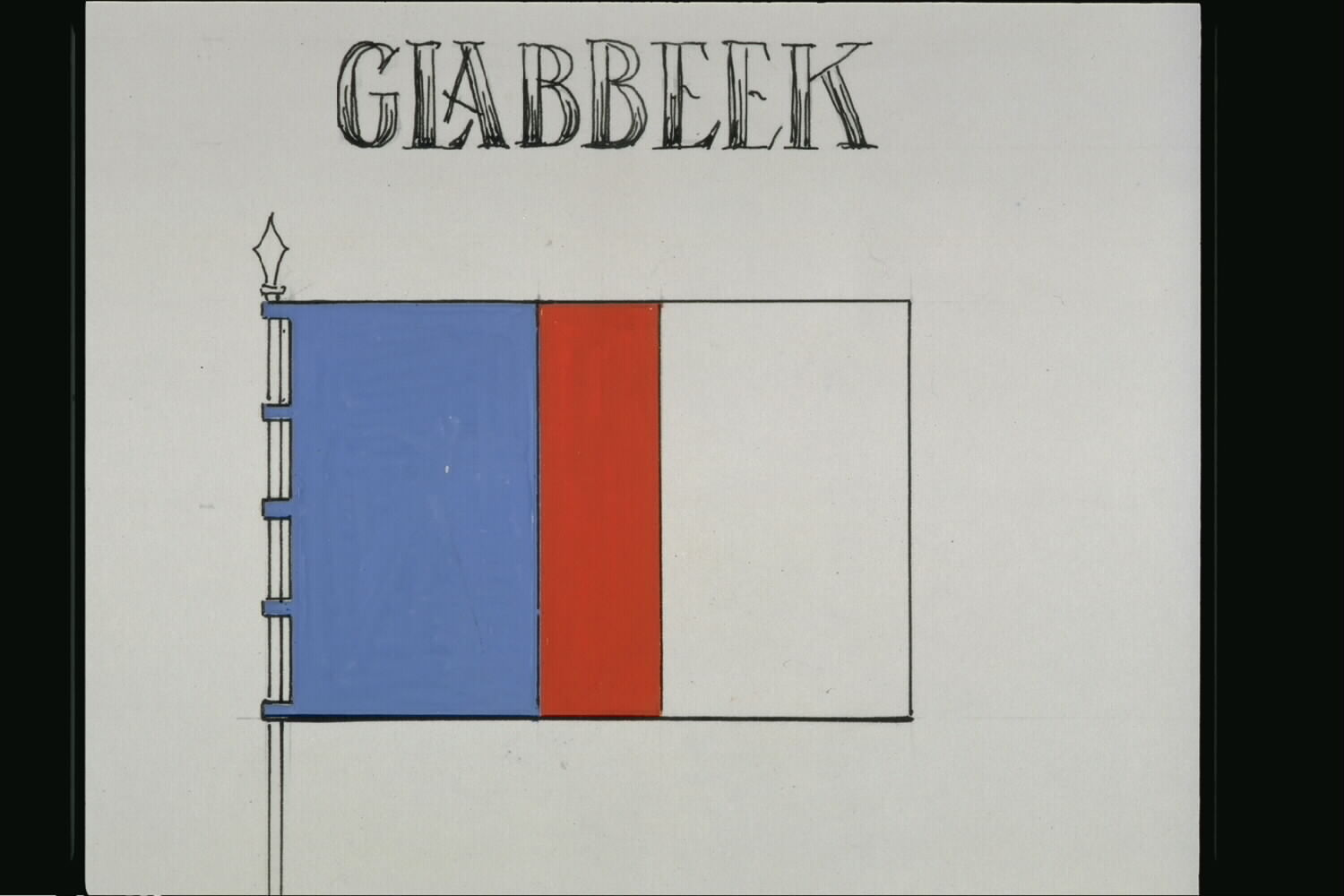
Officiële tekening van de vlag